# South Park: Bigger Longer & Uncut
South Park: Bigger Longer & Uncut är en amerikansk animerad film från 1999, baserad på TV-serien South Park. Den är regisserad av Trey Parker och manuset skrevs av Trey Parker och Matt Stone. Filmen blev Oscarnominerad för en av filmens sånger: Blame Canada, som i filmen framförs av invånarna i staden South Park. På Oscarsgalan 2000 framfördes den av den amerikanske komikern Robin Williams.

## Handling
En ny barnförbjuden film från Kanada kommer till South Park och ungarna måste självklart gå och se den. Filmen är full av kiss-och-bajs-humor, för att inte tala om alla fula ord. När filmen är slut har den fått allvarliga konsekvenser för barnens språk, som nu består mer av svordomar än någonsin. Föräldrarna, speciellt Kyles mycket engagerade mamma, blir galna och försöker göra allt för att stoppa filmen, trots att det innebär att USA måste starta krig mot Kanada och att de två skådespelarna (Terrance & Phillip) bakom filmen måste bli avrättade. I det kaos som råder ser Satan tillsammans med sin nye kumpan och pojkvän Saddam Hussein sin chans, och de bestämmer sig för att bli jordens nya härskare.

## Röster
- Trey Parker
  - Stan
  - Eric
  - Satan
  - Mr Garrison
  - Phillip
  - Mr Marsh
  - Nyhetsuppläsaren Tom
  - Dvärgen i bikini
  - Biljettförsäljaren
  - Kanadas ambassadör
  - Kanadensisk bombpilot
  - Mr Mackey
  - Generalen
  - Ned
- Matt Stone
  - Kyle
  - Kenny
  - Saddam Hussein
  - Terrance
  - Jimbo
  - Mr Broflovski
  - Bill Gates
- Mary Kay Bergman
  - Mrs Cartman
  - Mrs Broflovski
  - Mrs Marsh
  - Wendy
  - Klitoris
- Isaac Hayes
  - Chef
- Jesse Howell, Anthony Cross-Thomas, och Franchesca Clifford
  - Ike
- George Clooney
  - Dr Gouache
  - Dr Doctor
- Dave Foley
  - Bröderna Baldwin
- Eric Idle
  - Dr Vosknocker
- Mike Judge
  - Kenny utan huva
- Howard McGillin
  - Gregory

## Om filmen
- Filmen hade biopremiär i USA den 30 juni 1999.[1]
- Filmen hade Sverigepremiär den 11 februari 2000.[2]